# Vaughan–King–Aurora
Pour les articles homonymes, voir Vaughan, King et Aurora.
Vaughan—King—Aurora (initialement connue sous le nom de Vaughan—Aurora) fut une circonscription électorale fédérale de l'Ontario, représentée de 1997 à 2004.
La circonscription de Vaughan—Aurora a été créée en 1996 avec des parties de Markham, Oak Ridges et York-Nord. Renommée Vaughan—King—Aurora en 1997, elle fut abolie en 2004 et redistribuée parmi Newmarket—Aurora, Oak Ridges—Markham et Vaughan.

## Géographie
En 1996, la circonscription de Vaughan—King—Aurora comprenait:
- Une partie de la municipalité régionale de York

## Députés
1. 1997-2004 — Maurizio Bevilacqua, PLC

- PLC = Parti libéral du Canada